# Licnoptera apiciplaga
Licnoptera apiciplaga là một loài bướm đêm thuộc phân họ Arctiinae, họ Erebidae.